# Søren Hansen (Golfspieler)
Søren Hansen (* 21. März 1974 in Kopenhagen, Dänemark) ist ein dänischer Profigolfer der PGA European Tour.

## Karriere
Er gewann 1997 die dänische Amateurmeisterschaft im Zählwettspiel und wurde im selben Jahr Berufsgolfer. Sein erster Turniersieg gelang ihm auf der Challenge Tour, wo er 1998 die Navision Open Golf Championship in seinem Heimatland für sich entscheiden konnte. Hansen qualifizierte sich in dieser Saison für die European Tour 1999 und ist seither ständiges Mitglied. Er siegte 2002 bei den Murphy’s Irish Open nach einem packenden Stechen gegen drei weitere Konkurrenten am vierten Extraloch. Anfang 2004 verpasste er in Südafrika den zweiten Tourtitel nur knapp. Er sammelt aber immer wieder gute Platzierungen und spielt des Öfteren um den Turniersieg mit. In der European Tour Order of Merit belegte er 2005, nach vier Top-10-Ergebnissen, den guten 36. Platz. Im Juni 2006 konnte Hansen mit einem zweiten Platz bei der gut besetzten Austrian Open wieder ein Spitzenergebnis erzielen. In der Saison 2007 belegte er nach seinem zweiten Turniersieg den achten Platz in der European Tour Order of Merit und damit sein bislang bestes Ergebnis.
Søren Hansen ist im World Cup mehrfach für sein Land angetreten. Beim Ryder Cup 2008 war er erstmals in der europäischen Mannschaft vertreten.
Seinen Wohnsitz hat er, wie viele seiner Berufskollegen, im Steuerparadies Monaco. Der in derselben Branche tätige Landsmann Anders Hansen ist mit ihm weder verwandt noch verschwägert, die beiden sind jedoch befreundet.

## European Tour Siege
- 2002 Murphy’s Irish Open
- 2007 Mercedes Benz Championship

## Teilnahmen an Mannschaftswettbewerben
- World Cup (für Dänemark): 1998, 2001, 2005, 2006, 2007, 2008, 2009
- Seve Trophy (für Kontinentaleuropa): 2007, 2009
- Ryder Cup (für Europa): 2008
- Royal Trophy (für Europa): 2009